# 산학
산학(算學 또는 筭學)은 동아시아의 전통 학문으로, 동양의 수학이라고 볼 수 있다.
동아시아의 산학은 근세까지 서양 수학보다 여러 면에서 앞서 있었다. 서양에서는 16, 17세기에 양수와 음수가 나타나고 그 뒤에 그 연산 규칙이 정립되었지만 동아시아에서는 거의 기원전부터 '정부술(正負術, 정은 양수, 부는 음수)'이라는 이름으로 존재했었다. 동아시아에서는 카를 프리드리히 가우스가 태어나기 적어도 1500년 전부터 가우스 소거법으로 연립일차방정식을 풀었다.

## 역사

### 수·당의 산학
산학에는 갑조(甲組)와 을조(乙組)가 있었다. 갑조는 산학의 원리를 배우고 을조는 산술(算術)을 실습하는 데 치중했다. 갑조의 교과목은 《9장》(九章)·《해도》(海島)·《손자》(孫子)·《5조》(五曹)·《장구건》(張邱建)·《하후양》(夏候陽) 등의 서적이었다. 을조는 《철술》(綴術)·《즙고》(緝古) 등을 실습했다. 수업 연한은 《손자》·5조》가 1년, 《9장》·《해도》가 3년, 《장구건》·《하후양》이 각각 1년이었으며, 《철술》 4년, 《즙고》가 3년이었다. 양조(兩組)의 공동 필수과목은 《기유》(紀遺)와 《3등수》(三等數)였다. 입학 자격은 율학과 같으며, 학생 정원은 30명이었다. 산학박사 2인과 조교 2인이 교육했다.

## 종류

### 곱셈
곱셈을 전통 수학에서는 승법(乘法)이라고 했다. 한문에서 ‘A乘B’는 'A를 B에 곱한다', 즉 'B×A'로서, 'A'가 곱수(승수)이고 'B'가 곱하임수(피승수)이다.

## 같이 보기
- 수학
- 역경
- 호부